# Jet Lag: The Game
Jet Lag: The Game är ett amerikanskt underhållningsprogram producerat av Wendover Productions som sänds på Nebula och Youtube, som hade premiär den 25:e maj 2022.

## Tävlingsmoment
Formatet utvecklades av Sam Denby, programledare för Youtubekanalerna Wendover och Half as Interesting, tillsammans med dess manusförfattare Adam Chase och Ben Doyle, inspirerade av bl.a. The Amazing Race och Bäst i test. Programmets namn syftar på jetlag, ett trötthetstillstånd orsakat av resande.
Tävlingsmomentet skiftar från säsong till säsong, och anpassas specifikt till resmålets geografi och transportmöjligheter, och är ofta delvis baserade på barnlekar som exempelvis tafatt, kurragömma, och flaggleken – eller sällskapsspel som fyra i rad – och spelas i makroformat över hela länder eller kontinenter. Utöver detta måste spelarna anta olika uppdrag genom spelets gång, och riskerar att sättas under s.k. förbannelser som begränsar spelarnas valmöjligheter eller på annat sätt försvårar spelet.
Programmet filmas huvudsakligen av deltagarna själva med telefoner.

## Resmål
Räknat till och med säsong 13 har Jet Lag: The Game besökt 27 olika länder.

## Säsonger
| Säsong | Avsnitt  | Lek                   | Spelplan      | Gäst           | Datum            | Datum             |
| ------ | -------- | --------------------- | ------------- | -------------- | ---------------- | ----------------- |
| 1      | 3        | Fyra i rad            | USA           | Brian McManus  | 25 maj 2022      | 1 juni 2022       |
| 2      | 5        | Världsomflygning      | Jorden        | Joseph Pisenti | 29 juni 2022     | 28 juli 2022      |
| 3      | 7        | Tafatt                | Västeuropa    | (ingen)        | 7 september 2022 | 19 oktober 2022   |
| 4      | 5        | Besök flest delstater | USA           | Brian McManus  | 7 december 2022  | 4 januari 2023    |
| 5      | 8        | Kapptävling           | Nya Zeeland   | Toby Hendy     | 1 mars 2023      | 19 april 2023     |
| 6      | 7        | Flagg                 | Japan         | Scotty Allen   | 31 maj 2023      | 12 juli 2023      |
| 7      | 6        | Tafatt                | Västeuropa    | (ingen)        | 6 september 2023 | 11 oktober 2023   |
| 8      | 6        | Kapptävling           | USA           | Michelle Khare | 13 december 2023 | 17 januari 2024   |
| 9      | 5        | Kurragömma            | Schweiz       | (ingen)        | 28 februari 2024 | 27 mars 2024      |
| 10     | 6        | Investera i delstater | Australien    | Toby Hendy     | 15 maj 2024      | 19 juni 2024      |
| 11     | 6        | Tafatt                | Sydeuropa     | (ingen)        | 21 augusti 2024  | 25 september 2024 |
| 12     | 7        | Kurragömma            | Japan         | (ingen)        | 4 december 2024  | 15 januari 2025   |
| 13     | 6        | Besök flest länder    | Schengen      | Tom Scott      | 5 mars 2025      | 9 april 2025      |
| 13,5   | 2        | Kurragömma            | New York, USA | Amy Muller     | 23 april 2025    | 30 april 2025     |
| 14     | (oklart) | Masken                | Sydkorea      | (ingen)        | 11 juni 2025     | (oklart)          |